# Robin Hodder
Robin Godfrey Hodder (* 1. Oktober 1937 in Maryborough, Victoria; † 19. März 2006 in Ashburton, Victoria) war ein australischer Hockeyspieler. Er gewann mit der australischen Nationalmannschaft die olympische Bronzemedaille 1964.

## Sportliche Karriere
Der 1,70 Meter große Robin Hodder debütierte 1963 in der Nationalmannschaft.
Bei den Olympischen Spielen 1964 in Tokio gewannen die Australier in der Vorrunde vier Spiele und unterlagen den Mannschaften aus Kenia und Pakistan. Als Gruppenzweite trafen sie im Halbfinale auf den Gruppensieger der anderen Vorrundengruppe und verloren mit 1:3 gegen die indische Mannschaft. Im Spiel um Bronze bezwangen die Australier die Spanier mit 3:2. Hodder war in allen acht Spielen dabei. Sein einziges Tor erzielte er in der Vorrunde beim 2:1 gegen die Mannschaft aus Neuseeland.